# Andrena dallasiana
Andrena dallasiana là một loài Hymenoptera trong họ Andrenidae. Loài này được Cockerell mô tả khoa học năm 1910.